# Scott Dozier
Scott Raymond Dozier (Boulder City, Nevada; 20 de noviembre de 1970 - Ely, Nevada; 5 de enero de 2019) fue un asesino y convicto estadounidense que murió en el corredor de la muerte en Nevada tras suicidarse.
Fue acusado por el asesinato en 2002 de Jeremiah Miller (22 años), con quien trabajaba en el tráfico ilegal de drogas. Habría sido el primer preso ejecutado en Nevada en más de una década, pero se suicidó en prisión antes de que esto pudiera tener lugar después de una larga batalla para llevar a cabo su condena a muerte por el estado.

## Asesinatos
El 18 de abril de 2002, Miller conoció a Dozier en la concha, un motel ubicado en el Strip de las Vegas. Dozier había prometido ayudar a Miller comprar efedrina un ingrediente clave en la producción de metanfetamina.
Miller había pagado 12 000 dólares en efectivo para ese propósito. A su llegada, Dozier lo mató (probablemente le disparó), serró el cuerpo en varias piezas, metió el cadáver en una maleta y lo arrojo cerca de un complejo de apartamentos al oeste de las Vegas, siendo descubierto en 2005.
Dozier recibió una condena de 22 años en el 2005 por matar a Green. Después de ser extraditado a Nevada fue juzgado por el asesinato de Miller.
Después fue condenado por otro asesinato en septiembre de 2007 recibió la sentencia de muerte el 3 de octubre de 2007 que fue confirmada y aprobada por la Corte Suprema de Nevada el 23 de enero de 2012.

## Pena de muerte
El 31 de octubre de 2016 Dozier renunció voluntariamente a sus apelaciones y escribió una carta a la jueza de distrito Jennifer Togliatti pidiéndole que acelerara su ejecución. Diez días después el 10 de noviembre, el Departamento de correccionales de Nevada anunció públicamente la finalización de la nueva cámara de inyección letal en la prisión estatal de Ely después del 18 de mayo de 2012, el cierre de la prisión estatal de Nevada en Carson City, que había albergado el estado antigua cámara de gas que se había convertido en compatible con la inyección letal.
El 19 de junio de 2018 la juez Togliatti firmó una nueva orden de muerte para Dozier permitiendo que su ejecución se lleve a cabo en la semana que comienza el lunes 9 de julio de 2018.
Al día siguiente la portavoz del Departamento de correcciones de Nevada Brooke Santina confirmó que el estado tenía los medicamentos necesarios para ejecutar a Dozier y también que la ejecución había sido programada provisionalmente para el miércoles 11 de julio de 2018 a las 20 horas. Pese a esta orden, la ejecución fue interrumpida por una orden judicial emitida por la juez de la corte de distrito de Condado Elizabeth Gonzalez.

## Muerte
Dozier había estado pensando en cometer un suicidio durante varios meses. Según sus abogados su estado mental se había deteriorado debido a la privación de pertenencias personales y al contacto exterior. El 5 de enero de 2019 Dozier fue encontrado muerto en su celda del corredor de la muerte en la Prisión Estatal de Ely en Nevada ahorcado con una sábana pegada a un conducto de ventilación. Tenía 48 años.